# Halo (dal)
A Halo Beyoncé Knowles negyedik kislemeze az I Am... Sasha Fierce című albumról.

## Ranglisták
| Lista (2009)                         | Helyezés |
| ------------------------------------ | -------- |
| Kanadai Hot 100                      | 3        |
| Eurochart Hot 100 Singles            | 4        |
| Brit kislemezlista                   | 4        |
| Brit R&B kislemezlista               | 2        |
| U.S. Billboard Hot 100               | 5        |
| U.S. Billboard Hot R&B/Hip-Hop Songs | 16       |
| U.S. Billboard Hot Dance Club Play   | 1        |
| U.S. Billboard Pop 100               | 3        |